# Friedrich Johannes Frommann

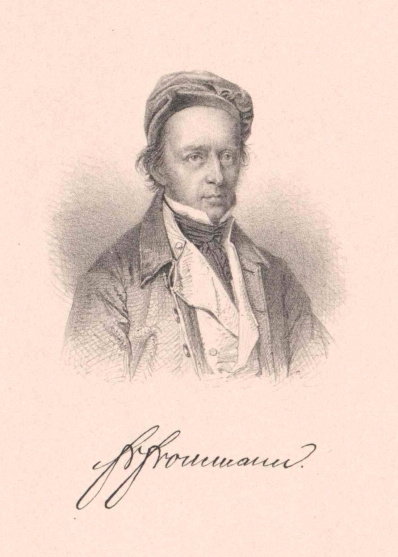
Friedrich Johannes Frommann

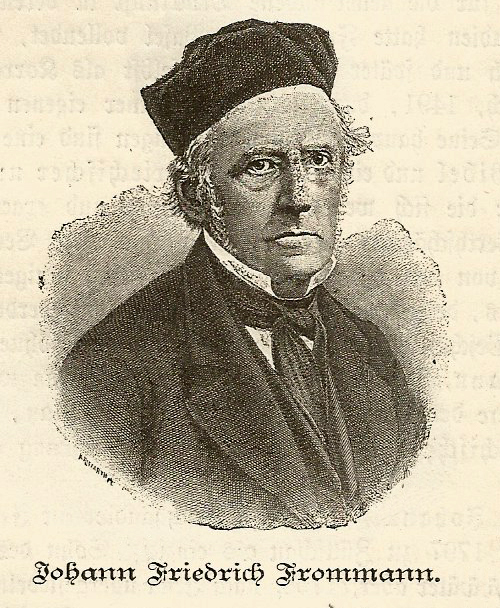
Friedrich Johannes Frommann

Friedrich Johannes Frommann (* 9. August 1797 in Züllichau; † 6. Juni 1886 in Jena) war ein deutscher Verleger, Buchhändler und Politiker.

## Leben
Als Sohn des Verlegers und Buchhändlers Carl Friedrich Ernst Frommann geboren, besuchte Frommann nach dem Gymnasium in Gotha und einer Ausbildung zum Buchhändler und Schriftsetzer 1816 bis 1817 Vorlesungen in Geschichte in Jena, setzte seine Buchdruckerlehre fort und wurde Student in Berlin. Nachdem er in Jena Mitglied der Urburschenschaft gewesen war, wurde er in Berlin 1818 Mitgründer der dortigen Burschenschaft. 1817 war er Teilnehmer und Chronist des Wartburgfestes. In dieser Zeit informierte er Goethe über die Ideen und das Treiben der Burschenschaften.
Von September 1818 bis Juni 1820 verweilte er in Hamburg. Dort wurde er auch Mitglied der Hamburger Turnerschaft von 1816, bei der er zunächst als Vorturner aktiv war. Nachdem Wilhelm Benecke (1797–1827), ein Jahn-Schüler und Stifter der Turnerschaft, zurück nach Berlin ging, übernahm er dessen Amt als Turnwart der Hamburger Turnerschaft vom 1. April 1819 bis zu seiner persönlichen Rückkehr nach Jena im Juni 1820.
Ab 1823 arbeitete er im Familienunternehmen (heute: Frommann-Holzboog Verlag), wurde 1825 Teilhaber und übernahm 1837 dessen Leitung. Als Verlagsbuchhändler veröffentlichte er zahlreiche Werke Jenaer Professoren. Er war Mitgründer und mehrfach Vorsteher des Börsenvereins der Deutschen Buchhändler zu Leipzig. 1852 war er Gründungsmitglied und erster Kassierer des Vereins für Thüringische Geschichte. 1853 bis 1855 war er für den Wahlkreis Apolda und 1859 bis 1861 für den Wahlkreis Jena 1 Abgeordneter im Landtag von Sachsen-Weimar-Eisenach. Auch dem Jenaer Stadtrat gehörte er lange Jahre an.
Frommann war ab 1830 verheiratet mit Wilhelmine Günther (1811–1877), der Tochter von Wilhelm Christoph Günther. Unter ihren sechs Kindern waren der spätere Mediziner Karl Frommann und Eduard Frommann (1834–1881), der seinem Vater als Verleger nachfolgte.

## Ehrungen
- 1834: Ehrenbürger von Leipzig
- 1875: Ehrenbürger von Jena
- 1875: Ehrendoktor (Dr. phil. h. c.) der Universität Jena

## Veröffentlichungen (Auswahl)
- Das Burschenfest auf der Wartburg am 18ten und 19ten October 1817. Jena 1818. (Archive)
- Taschenbuch für angehende Fußreisende. Eine der deutschen Jugend gewidmete Frühlingsgabe. Jena 1843, Neuausgabe Berlin 1984.
- Das Frommannsche Haus und seine Freunde 1792–1837. Friedrich Frommann, Jena 1870 (Google Books)
- Geschichte des Börsen-Vereins der Deutschen Buchhändler. Leipzig 1875. (Google Books)
- Hermann Freiherr von Rotenhan. Ein Lebensbild 1800–1858. Jena 1882.